# Hemiceras trapezina
Hemiceras trapezina är en fjärilsart som beskrevs av Max Wilhelm Karl Draudt 1933. Hemiceras trapezina ingår i släktet Hemiceras och familjen tandspinnare. Inga underarter finns listade i Catalogue of Life.